# Condenación

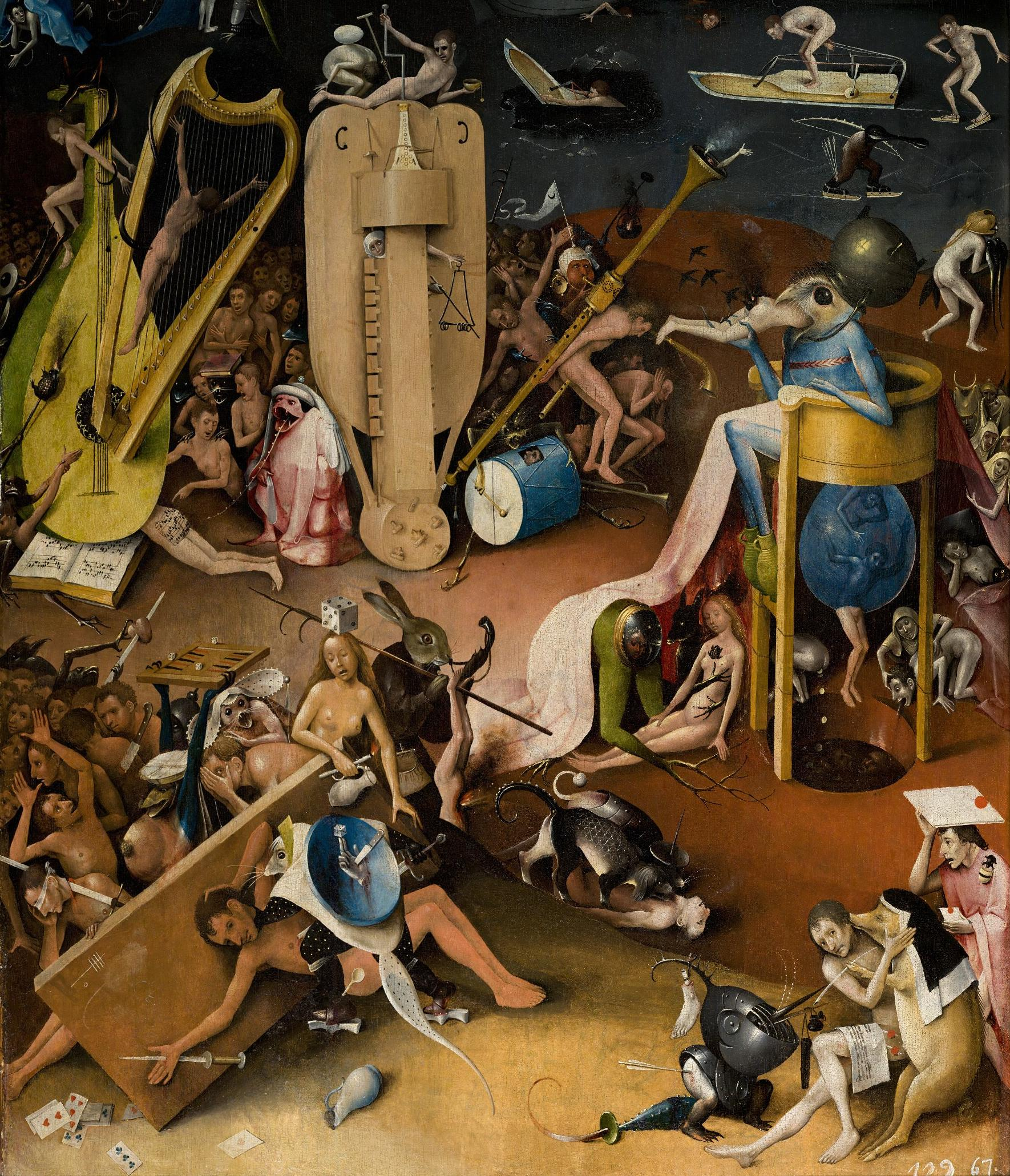
Detalle del infierno en el cuadro del Bosco El Jardín de las delicias expuesto en el Museo del Prado.

La condenación al infierno en algunas formas de las creencias cristianas occidentales, es el merecido castigo de Dios para las personas con pecados irredimidos, aquellas que libre (nadie las obligó) y voluntariamente (ellas lo buscaron) no dejaron de pecar y obstinadamente siguieron su mala vida contraria a las virtudes que hacen a la santidad. El peligro de condenarse, hecho eterno, sin retorno, puede ser motivo para la conversión a la cristiandad.
Una concepción es el sufrimiento y la negación eterna de la entrada al cielo, a menudo simbolizados en la Biblia como quemados en fuego. 
Otra concepción, derivada de la escritura acerca del Gehenna es simplemente que las personas serán desechadas (quemadas), como indignas de la salvación por parte de Dios.
En las tradiciones cristianas orientales así como algunas tradiciones occidentales, no es visto como un castigo legalista repartido por un Dios enojado y vengativo como desprecio contra el trasgresor de las reglas espirituales. En vez de eso, describe un estado de la separación de Dios, un estado en que todos los humanos nacen pero contra el cual Cristo es el Mediador y Gran Médico.